# 미즈호 은행
주식회사 미즈호 은행(일본어: 株式会社みずほ銀行, Mizuho Bank, Ltd.)은 일본의 미즈호 파이낸셜 그룹 산하의 시중 은행이다. 약어가 MHBK이다.

## 같이 보기
- 미즈호 파이낸셜 그룹